# I sette del Texas
I sette del Texas (Antes llega la muerte) è un film del 1964 diretto da Joaquín Luis Romero Marchent.
Si può identificare a pieno titolo il film con cui è iniziato il genere degli spaghetti western (precedente a Per un pugno di dollari), la pellicola è stata omaggiata alla Mostra Internazionale d'Arte Cinematografica di Venezia del 2007, all'interno della retrospettiva sugli spaghetti-western.

## Trama
Bob Carey, un pistolero, dopo aver scontato la sua pena, esce di galera. Appena vengono a sapere la notizia, Ringo e i suoi due fratelli, ritenendo che Bob non abbia pagato a sufficienza per il suo crimine, decidono di ucciderlo. Bob, cinque anni prima, uccise un uomo per difendere la sua donna, Maria, perciò Ringo è convinto che ora Bob tornerà in città per chiedere a Maria di tornare con lui.
Maria intanto si è sposata con un ricco proprietario terriero, Clifford, perciò quando Bob si reca da Maria, questa lo rifiuta, dicendogli di essere innamorata di suo marito. Il marito, da parte sua, ha appena scoperto che Maria ha un tumore al cervello, e solamente un medico a Larado può tentare un intervento per curarla. Clifford decide di non rivelare niente a Maria, e giustifica i suoi continui mal di testa col fatto che lei sia incinta. Inoltre Maria ha sempre voluto lasciare la piccola città per andare a Larado, perciò Clifford finge di voler assecondare il capriccio della moglie, vende tutte le sue proprietà e decide di partire. Intanto Ringo sfida a duello Bob, ma viene ferito ad entrambe le mani. La via più breve per la città, è territorio indiano, e anche allungando di molto, il viaggio si presenta pieno di pericoli.
Così Clifford chiede a Roger, un suo vecchio amico, di organizzare una carovana con dei pistoleri disposti a scortarli in cambio di un'ingengente quantità di denaro. Roger, dopo essere stato messo a corrente delle condizioni della donna, accetta. Si uniscono così al gruppo cinque pistoleri, con l'intenzione iniziale di derubare Clifford di tutto il denaro non appena se ne presenti l'occasione, e Lin Chu, il cuoco del forte, costretto a scappare perché aveva cucinato del coyote spacciandolo per vitello. I nove iniziano così il loro viaggio. Nei pressi di una gola, Ringo, ancora con le fasciature alle mani, e i suoi fratelli, stanno aspettando Bob per tendergli un agguato. Bob però riesce a uccidere i due fratelli, rimanendo ferito nello scontro, ma grazia Ringo, il quale non poteva sparare e difendersi con le mani fasciate. Nella gola giunge però anche la carovana, che decide di prendere con sé i due uomini feriti. Il viaggio presenta molti problemi, la neve, gli indiani, e la collaborazione di tutti è sempre più necessaria per la sopravvivenza, perciò i pistoleri rimandano sempre il furto del denaro, fino a quando tre di loro decidono di prendere l'iniziativa e rubare da soli tutto. Gli altri pistoleri però non glielo permettono, ne uccidono uno e lasciano l'ultimo, Jess, solo nel deserto, con poche possibilità di sopravvivenza.
Intanto Bob si riprende dalla ferita e si unisce così attivamente alla scorta del gruppo. La notte, gli indiani attaccano la carovana, ma Ringo si sveglia in tempo, sveglia anche Bob e insieme uccidono i due indiani, ma a Ringo si riaprono le ferite sulla mano. Per curare le ferite e per fare rifornimenti gli uomini si recano in un forte poco fuori dal loro itinerario. Mentre stanno provvedendo a tutto il necessario però, gli indiani attaccano il forte. Nonostante le perdite subite, rimasti oramai solo in sette, Clifford decide di partire il giorno dopo. Nel deserto, giunti ad un'oasi però, trovano Jess, il pistolero abbandonato nel deserto, ad aspettarli con le armi spianate. Il gruppo cerca di raggirare Jess ma la sua ira è spropositata: uccide a sangue freddo Roger e Scommetti. Restano solo i rivali Ringo e Bob, Clifford, il cuoco Lin Chu, e sua moglie. Ringo e Bob decidono di attaccare insieme l'oasi, e riescono ad uccidere così Jess, ma Bob perisce nell'impresa.
Giunti oramai nei pressi della città, Ringo e Lin Chu abbandonano la carovana e Bob sprona i cavalli verso Larado, ma Maria muore proprio quando la città è ormai in vista.

## Distribuzione

### Data di uscita
Le date di uscita internazionali sono state:
- 12 settembre 1964 in Italia
- 6 novembre in Spagna
- 29 gennaio 1965 in Germania Ovest (Die 7 aus Texas)
- 26 maggio in Francia (Sept du Texas)
- 21 settembre 1967 in Turchia (Bir adam bir tabanca)
- 11 aprile 1968 in Messico (La muerte llega primero)

### Edizione italiana
Nei titoli di testa italiani, gran parte del cast tecnico spagnolo fu sostituito da specialisti del bel paese che in realtà non lavorarono affatto al film, creando alcuni equivoci. Inoltre, gli attori Fernando Sancho, Francisco Sanz, Raf Baldassarre, Joe Kamel, Andrea Scotti e Gregorio Wu furono accreditati rispettivamente con gli pseudonimi di Fernand Sancho, Paco Sanz, Ralph Baldwyn, Del Karmel, Andrew Scott e Gregory Wu. Il doppiaggio italiano fu eseguito dalla C.D.C. presso gli stabilimenti Fono Roma.